# Hertha BSC (Frauenfußball)
Der Hertha, Berliner Sport-Club (Hertha B.S.C.) e. V., kurz Hertha BSC, ist ein deutscher Fußballverein aus Berlin. Im Jahr 2023 eröffnete der Verein eine eigene Frauenfußballabteilung durch die Übernahme der Mannschaften und Spielrechte des Berliner Vereins Hertha 03 Zehlendorf. Bereits zuvor hatte Hertha BSC verschiedene Kooperationen mit anderen Vereinen unternommen.
Die erste Frauenmannschaft spielt in der Regionalliga Nordost. Die meisten Heimspiele finden auf dem Platz Hueppe I im Olympiapark statt, einzelne Liga- und DFB-Pokalspiele jedoch auch im Stadion auf dem Wurfplatz. Die weiteren Mannschaften spielen auf dem Ernst-Reuter-Sportfeld in Zehlendorf.

## Geschichte

### Frühere Mannschaften
Bereits im April 1921 soll es im Vorfeld eines Ligaspiels der Herren zu einem Fußballspiel einer Herthaner Frauenmannschaft in Berlin gekommen sein. Einen längerfristigen Spielbetrieb gab es allerdings erst ab dem Juli 1978, als sich erneut eine Mannschaft im Verein formierte. Diese hatte bis 1988 Bestand, bis sich die Mannschaft nach zahlreichen Abgängen wieder auflöste.

### Kooperationen mit anderen Vereinen
Statt der Etablierung eines eigenen Teams ging Hertha BSC im Februar 2009 eine Kooperation mit dem 1. FC Lübars ein, dessen Frauenmannschaft in der Regionalliga spielte. In der Folgesaison schaffte der Verein, nun in den Vereinsfarben der Hertha spielend, den Aufstieg in die 2. Frauen-Bundesliga. Nach der Saison 2014/15 stand Lübars sogar auf dem ersten Platz, konnte sich den Aufstieg in die Frauen-Bundesliga jedoch auch aus finanziellen Gründen nicht leisten. Hertha BSC hatte zu diesem Zeitpunkt bereits angekündigt gehabt, die 2016 auslaufende Kooperation nicht zu verlängern.
Ab 2020 ging Hertha BSC dann eine Kooperation mit dem 1. FFC Turbine Potsdam ein und unterstützte den Verein aus der brandenburgischen Landeshauptstadt jährlich finanziell im sechsstelligen Bereich. Diese Vereinbarung war für drei Jahre ausgelegt und wurde nicht verlängert.

### Gründung
Die Gründung der heutigen Fußballabteilung erfolgte schließlich im Sommer 2023 mit der Übernahme der Frauen-Mannschaften der Hertha 03 Zehlendorf. Ursprünglich hatte der Berliner Verein angedacht, nur die Spitzenteams aus Zehlendorf zu übernehmen. Eine Vorgabe des Deutschen Fußball-Bunds verhinderte es zu diesem Zeitpunkt jedoch, einzelne Mannschaften herauszutrennen, sodass der BSC sämtliche Frauen aus Zehlendorf aufnehmen musste. Somit startete Hertha BSC mit zwei Frauen-Mannschaften und sieben Juniorinnen-Teams in den Spielbetrieb. Die erste Mannschaft war dabei in der drittklassigen Regionalliga vertreten, während die U17 bereits in der Bundesliga spielte. Zurückgegangen ist der Einstieg auf einen Mitgliederbeschluss aus dem November 2022. Hertha BSC war zu diesem Zeitpunkt der einzige Verein der Herren-Bundesliga, der über keine eigene Frauenabteilung verfügte.
Nach zwei Jahren trennt sich Hertha BSC zur Saison 2025/26 wieder von mehreren Mannschaften. Die U11, die Zweitauswahlen der U13, U15 und U17 sowie die dritte Frauenmannschaft schließen sich wieder Hertha 03 Zehlendorf an. Aufgrund fehlender Kapazitäten auf dem Olympiagelände konnten trotz der Übernahme aller Mannschaften nur die erste Mannschaft der Frauen sowie die U17 auch tatsächlich in Westend trainieren, die restlichen Mannschaften trainierten weiterhin in Zehlendorf.

## Saisonbilanzen
| Saison  | Höhe | Liga                 | Platz | Sp. | S  | U | N  | Tore  | Diff. | Punkte | Landespokal   | DFB-Pokal |
| ------- | ---- | -------------------- | ----- | --- | -- | - | -- | ----- | ----- | ------ | ------------- | --------- |
| 2023/24 | III  | Regionalliga Nordost | 6.    | 22  | 11 | 1 | 10 | 57:44 | +13   | 34     | Viertelfinale | —         |
| 2024/25 | III  | Regionalliga Nordost | 2.    | 22  | 16 | 2 | 04 | 80:24 | +56   | 50     | Halbfinale    | 2. Runde  |
| 2025/26 | III  | Regionalliga Nordost |       |     |    |   |    |       |       |        |               | —         |